# Knightsbridge (metropolitana di Londra)
Knightsbridge è una stazione della metropolitana di Londra situata nella zona di Knightsbridge, nel borgo londinese di Kensington e Chelsea. Si trova sulla Piccadilly Line tra le stazioni di South Kensington e Hyde Park Corner ed è compresa nella Travelcard Zone 1. 

## Storia
La stazione fu aperta il 15 dicembre 1906 dalla Great Northern, Piccadilly and Brompton Railway (GNP&BR), ora la Piccadilly line. Originariamente si accedeva alle piattaforme per mezzo di quattro ascensori e di una scala di emergenza. L'edificio originale della stazione, progettato da Leslie Green, si trovava su Brompton Road a breve distanza verso ovest dall'incrocio con Knightsbridge e Sloane Street. Un ingresso posteriore si trovava su Basil Street.
La collocazione in una zona commerciale densa di negozi fece sì che fin dall'inizio la stazione fosse molto trafficata, in particolare per la sua vicinanza ai grandi magazzini di Harrods e Harvey Nichols, a differenza della stazione successiva sulla linea, Brompton Road, il cui numero di passeggeri era talmente basso che già poco tempo dopo l'apertura alcuni treni iniziarono a non fermarsi alla stazione.
Agli inizi degli anni trenta la rete metropolitana fu interessata da un massiccio piano di investimenti in ristrutturamenti e modernizzazione noto come New Works Programme. Il piano prevedeva l'installazione di scale mobili per sostituire gli ascensori in diverse stazioni del centro di Londra. Knightsbridge fu una delle stazioni interessate. Per consentire l'installazione delle scale mobili senza dover svolgere lavori sotterranei troppo invasivi o interferire con l'operatività della stazione, si costruì una nuova biglietteria sotto l'incrocio tra Brompton Road, Knightsbridge e Sloane Street. Un nuovo ingresso fu inserito nell'edificio esistente all'angolo di Brompton Road e furono aperti nuovi passaggi sotterranei. Dei sottopassaggi pedonali permettevano ai pedoni di accedere alla stazione dai marciapiedi opposti, evitando l'attraversamento dell'incrocio.
L'edificio originale in Brompton Road fu chiuso e in seguito demolito; rimane l'ingresso posteriore all'angolo di Basil Street con Hooper's Court, con la tipica facciata nello stile di Leslie Green rivestita in piastrelle color "sangue di bue", oggi convertito ad uso uffici.
Per alleviare la congestione, si decise inoltre di provvedere la stazione di un ingresso addizionale all'estremità occidentale delle piattaforme, vicino ai magazzini Harrods. L'apertura di questo ingresso più vicino alla stazione di Brompton Road fece diminuire ulteriormente il numero dei passeggeri in quest'ultima; pertanto ne fu decisa la chiusura, avvenuta il 29 luglio 1934.

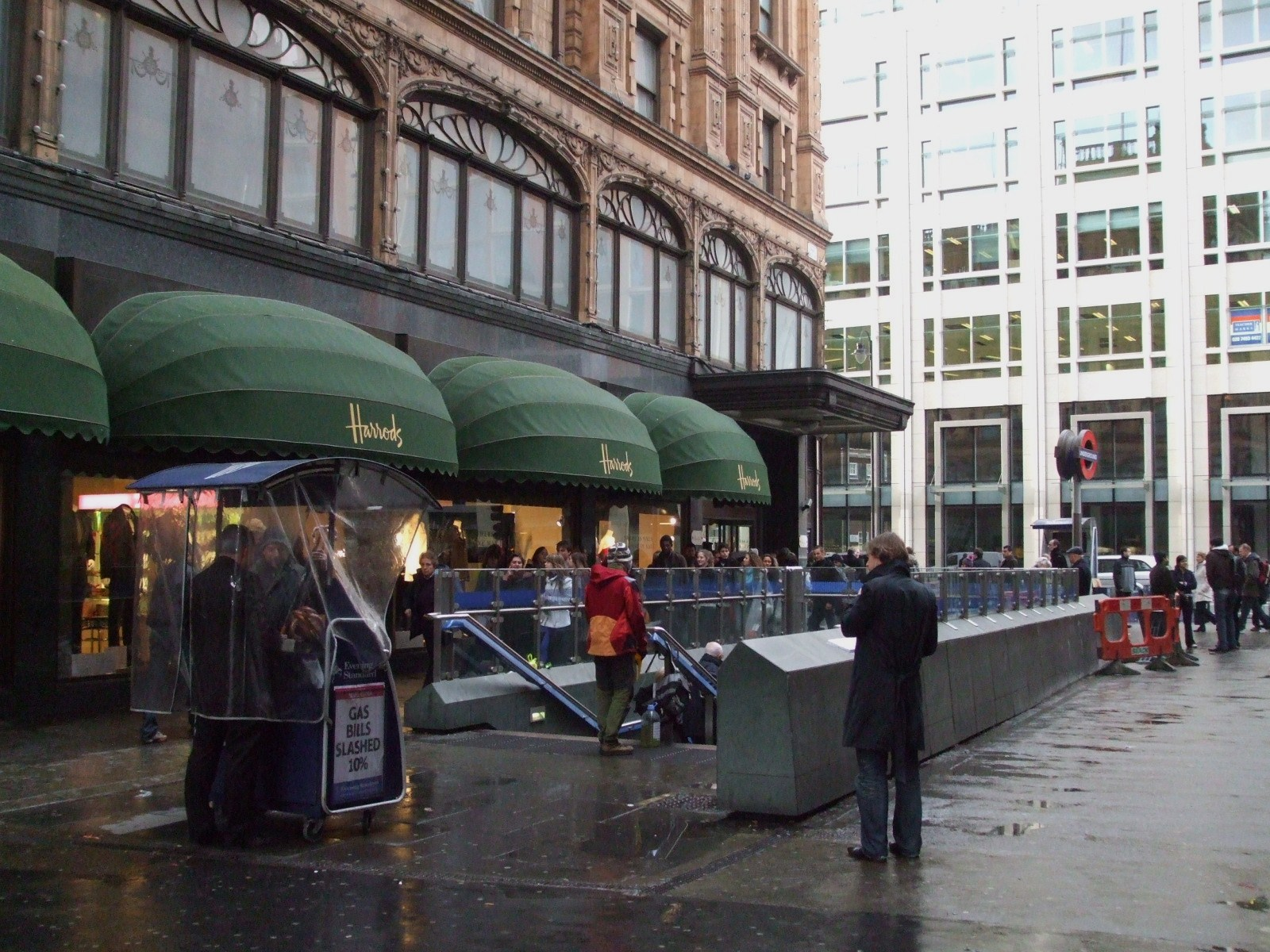
L'ingresso occidentale della stazione su Hans Crescent nel 2009

Una biglietteria separata fu costruita in connessione con le scale mobili all'estremità occidentale; l'accesso a questa biglietteria avviene tramite un lungo sottopassaggio dall'ingresso di superficie, situato all'angolo di Hans Crescent. Questo passaggio, piuttosto stretto, divenne un problema, essendo spesso affollato e fonte di ingorghi di passeggeri. Il problema è stato risolto nel 2004 espandendo questa via di accesso in una grande area circolare situata sotto il piano stradale, alla quale si accede per mezzo di una scala posta in mezzo alla strada.
Allo scoppio della Seconda guerra mondiale, la stazione rimase chiusa dal 31 agosto al 1º dicembre 1939, come altre sezioni della rete metropolitana, per lavori di messa in sicurezza tra i quali l'installazione di paratie anti allagamento.

## La stazione oggi
In anni recenti, la stazione è stata oggetto di diversi interventi migliorativi. Le piattaforme sono state ristrutturate nel 2005, quando le piastrelle color crema degli anni trenta sono state coperte da un rivestimento di pannelli di metallo.
Nel dicembre 2010, un nuovo ingresso è stato aperto sul lato opposto di Knightsbridge rispetto alla stazione, come parte di un nuovo complesso immobiliare.
Nel 2017 è stato annunciato un piano di espansione e ristrutturazione della stazione, che prevede:
- l'apertura di un nuovo ingresso su Brompton Road, in sostituzione di quello situato all'angolo con Sloane Street, che verrà chiuso;
- l'apertura di un nuovo ingresso posteriore su Hooper's Court, che consentirà l'accesso alla stazione a persone disabili per mezzo di due nuovi ascensori da 17 posti ciascuno. Questo ingresso sarà situato a breve distanza dal vecchio edificio della stazione su Basil Street e riutilizzerà passaggi dismessi negli anni trenta all'epoca dell'installazione delle scale mobili;
- l'allargamento del marciapiede su Brompton Road e Sloane Street, per fornire maggiore spazio ai pedoni.[6]

I lavori richiederanno almeno tre anni per essere completati. Il nuovo ingresso su Brompton Road dovrebbe aprire nel 2019 e quello su Hooper's Court nel 2020. I costi saranno sostenuti in gran parte dai proprietari degli edifici sovrastanti la stazione, che saranno a loro volta oggetto di un imponente lavoro di ristrutturazione, con la ricostruzione delle strutture interne, mantenendo la facciata esterna. La Transport for London contribuirà con 12 milioni di sterline, principalmente per i lavori che garantiranno l'accessibilità della stazione.
Il nuovo ingresso al numero 15 di Brompton Road è stato aperto nell'ottobre 2022. Nell'ottobre 2024 la TfL non aveva ancora una data certa per il completamento dei lavori per l'ingresso posteriore su Hooper's Court, menzionando come causa problemi di capacità di potenza elettrica e prevedendo l'installazione di tre ascensori rispetto ai due originari del progetto. L'ingresso posteriore è stato infine aperto il 28 aprile 2025 con i tre nuovi ascensori pienamente operativi.

## Interscambi
La stazione è servita dalle seguenti linee di autobus:
- : 9, 10, 14, 19, 22, 52, 74, 137, 414, C1 e dalle linee notturne N9, N19, N22, N74 e N137.[10]

## Nella cultura di massa
La scena di apertura del film del 1997 Le ali dell'amore è ambientata sulle piattaforme delle stazioni di Dover Street e di Knightsbridge. La scena è stata girata su una ricostruzione in studio (completa di un modello funzionante di un treno del 1906) che rappresenta entrambe le stazioni.

## Galleria d'immagini

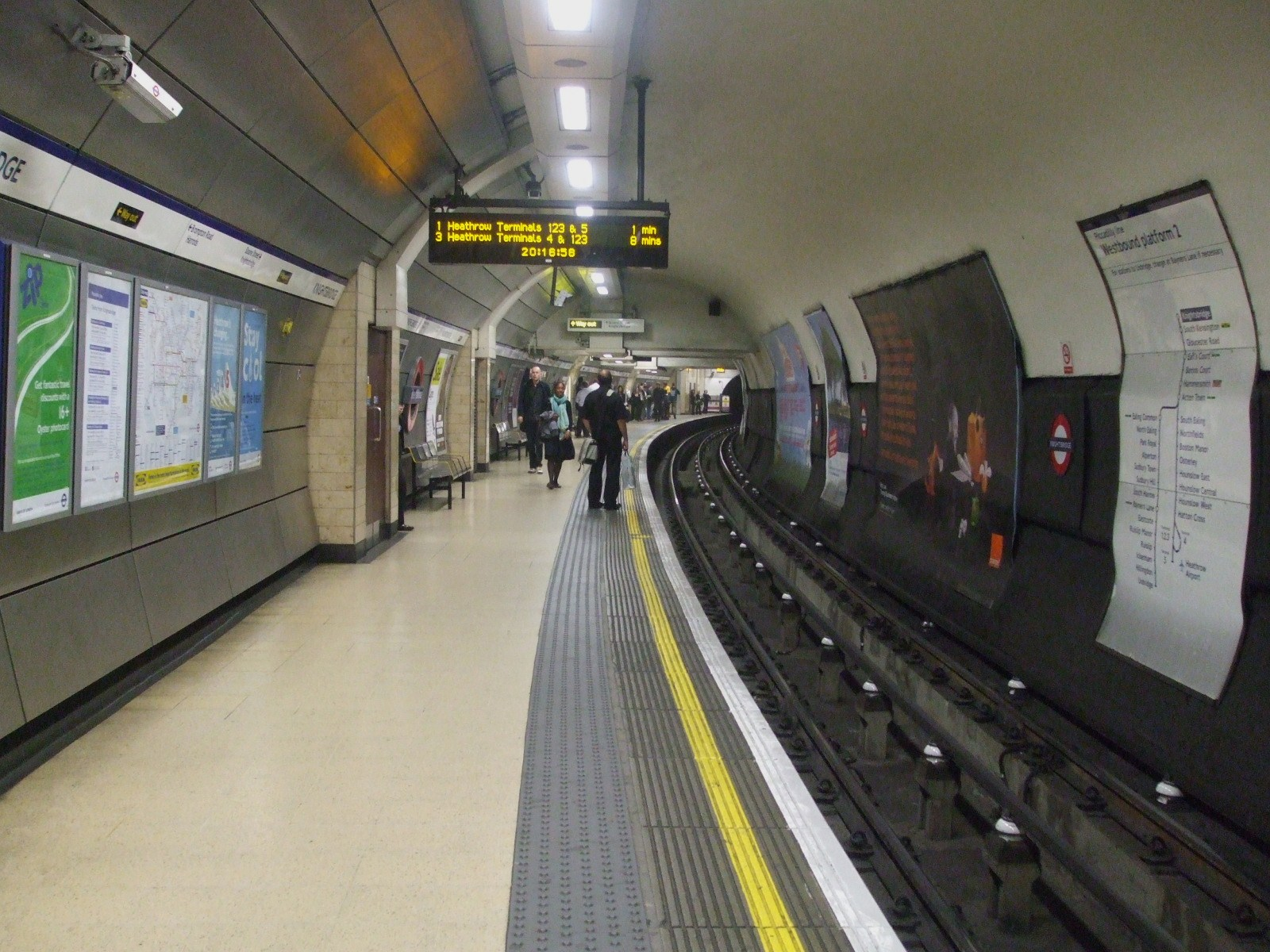
Piattaforma ovest in direzione est
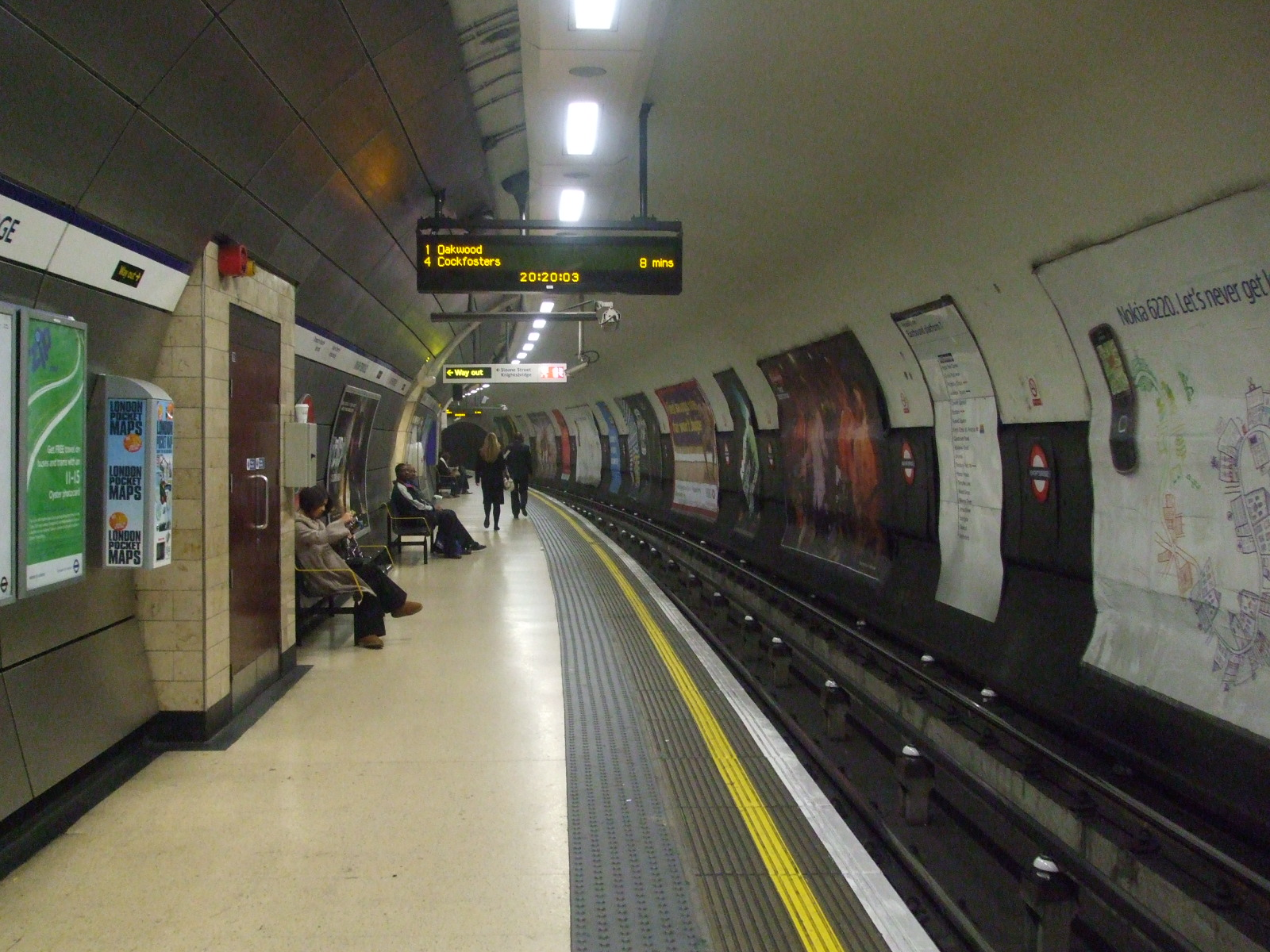
Piattaforma est in direzione ovest
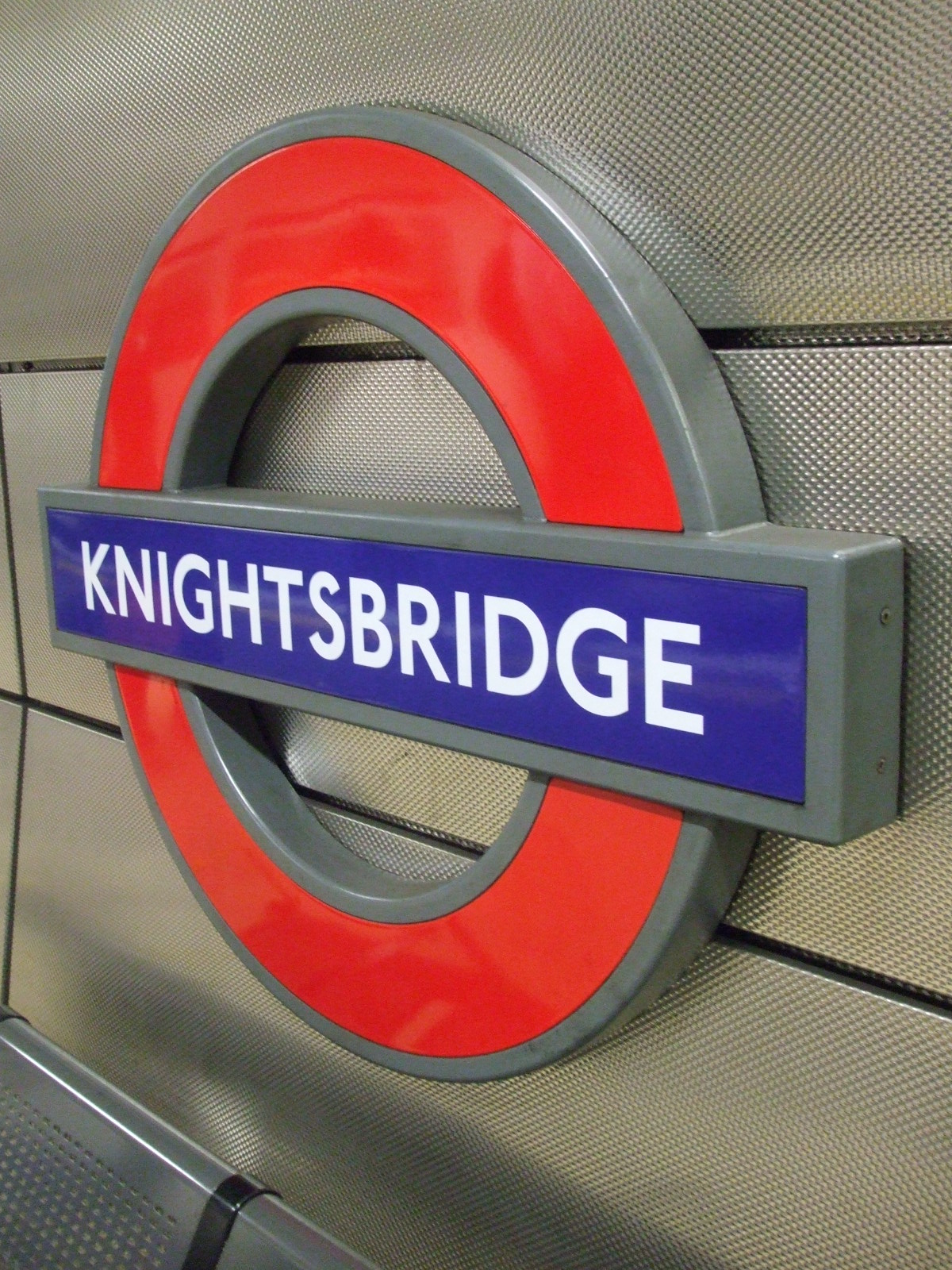
Roundel sulla piattaforma della stazione
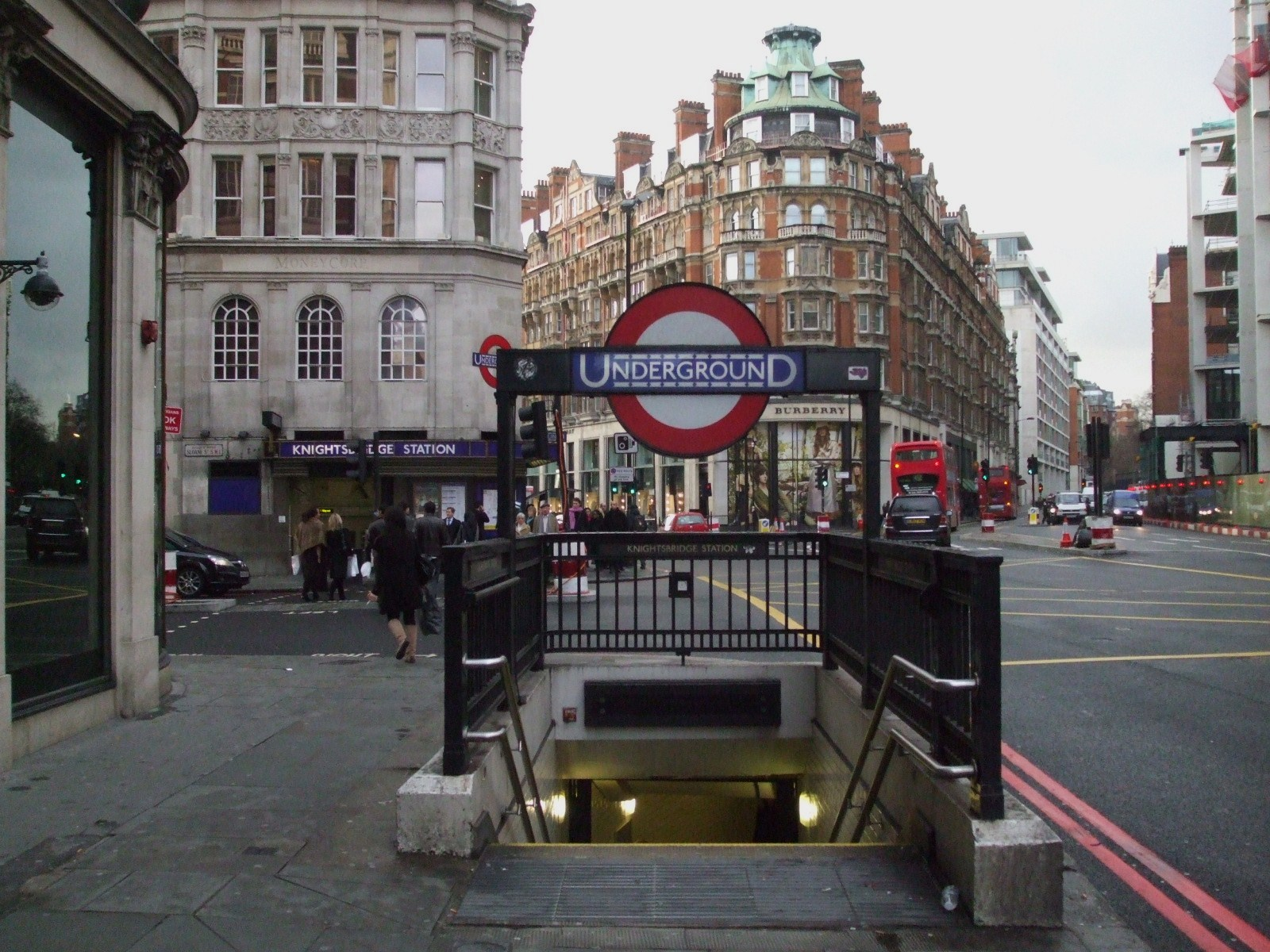
Ingresso est della stazione
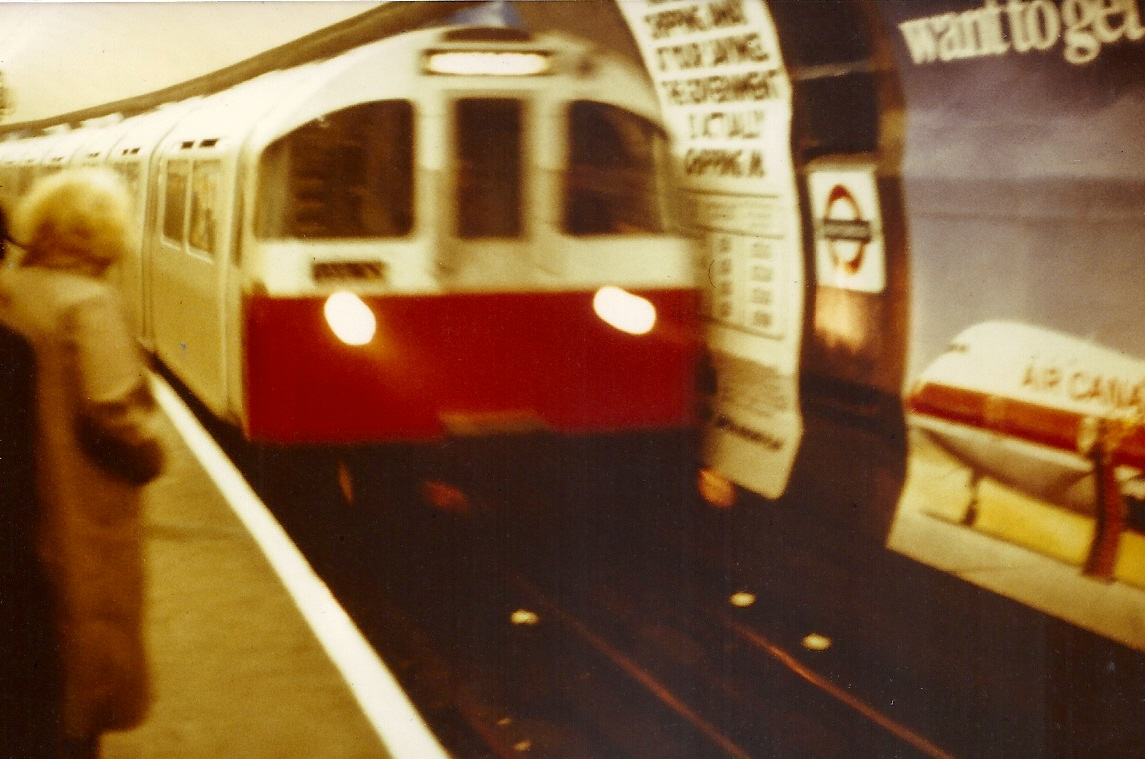
Un treno della Piccadilly line alla stazione di Knightsbridge, 1984